# Seznam evroposlancev iz Belgije (2004–2009)
Seznam evroposlancev iz Belgije' v mandatu 2004-2009.

## Seznam

### B
- Ivo Belet (Evropska ljudska stranka - Evropski demokrati)
- Frederika Brepoels (Evropska ljudska stranka - Evropski demokrati)
- Philippe Busquin (Stranka evropskih socialistov)

### C
- Philip Claeys (Neodvisni)

### D
- Jean-Luc Dehaene (Evropska ljudska stranka - Evropski demokrati)
- Véronique de Keyser (Stranka evropskih socialistov)
- Gérard Deprez (Skupina zavezništva liberalcev in demokratov za Evropo)
- Mia De Vits (Stranka evropskih socialistov)
- Koenraad Dillen (Neodvisni)
- Antoine Duquesne (Skupina zavezništva liberalcev in demokratov za Evropo)

### E
- Saïd el Khadraoui (Stranka evropskih socialistov)

### G
- Mathieu Grosch (Evropska ljudska stranka - Evropski demokrati)

### H
- Alain Hutchinson (Stranka evropskih socialistov)

### J
- Pierre Jonckheer, Ecolo (Skupina Zelenih-Evropska svobodna zveza)

### L
- Raymond Langendries (Evropska ljudska stranka - Evropski demokrati)

### N
- Annemie Neyts-Uyttebroeck (Skupina zavezništva liberalcev in demokratov za Evropo)

### R
- Frédérique Ries (Skupina zavezništva liberalcev in demokratov za Evropo)

### S
- Bart Staes, Groen! (Skupina Zelenih-Evropska svobodna zveza)
- Dirk Sterckx (Skupina zavezništva liberalcev in demokratov za Evropo)

### T
- Marc Tarabella (Stranka evropskih socialistov)
- Marianne Thyssen (Evropska ljudska stranka - Evropski demokrati)

### V
- Frank Vanhecke (Neodvisni)
- Johan Van Hecke (Skupina zavezništva liberalcev in demokratov za Evropo)
- Anne Van Lancker (Stranka evropskih socialistov)